# Halfvlak

Bovenhalfvlak

In de euclidische meetkunde deelt een lijn een vlak op in twee halfvlakken. Als men deze lijn met een van de halfvlakken meerekent dan spreekt men van een gesloten halfvlak, een halfvlak zonder deze lijn wordt een open halfvlak genoemd.

## Bovenste halfvlak
Het vlak van de complexe getallen {\displaystyle \mathbb {C} } (en hetzelfde geldt ook voor {\displaystyle \mathbb {R} ^{2}}) wordt door elke willekeurige lijn in twee halfvlakken opgedeeld. Wanneer deze lijn identiek is aan de reële getallen-as (de x-as), dan noemt men de verzameling van complexe getallen met een positief imaginair gedeelte het bovenhalfvlak
{\displaystyle \mathbb {H} =\{x+iy\in \mathbb {C} :y>0\}}.
Het 'bovenste halfvlak' is het domein van meerdere interessante functies, zoals de Dedekindse η-functie en speelt onder ander bij de modulaire vormen en elliptische krommen over de complexe getallen een belangrijke rol. De verzamelingen van de op het bovenste halfvlak afgebeelde holomorfe functies, die geschikt begrensd zijn, vormen een Hardy-ruimte. {\displaystyle \mathbb {H} } is een onbegrensd samenhangend gebied, dat biholomorf op de Eenheidscirkel afgebeeld kan worden. Op analoge wijze kan men ook het onderste halfvlak in beschouwing nemen, aangezien deze dezelfde eigenschappen heeft.

## Publicaties
- Eberhard Freitag, Rolf Busam: Funktionentheorie 1, 4. Aufl., Springer, Berlin (2006), ISBN 3-540-31764-3
- Max Koecher, Aloys Krieg: Elliptische Funktionen und Modulformen, 2. Aufl.,  Springer, Berlin (2007) ISBN 978-3-540-49324-2